# Ricky Muñoz
Ricardo Javier Muñoz, plus connu sous son nom de scène Ricky Muñoz, est un accordéoniste, auteur-compositeur-interprète de musique Tex-Mex et de musique régionale mexicaine qui est né le 15 septembre 1975 à Zapata au Texas. Ricky Muñoz est surtout connu pour être la première voix et l'accordéoniste du groupe Intocable.